# Ņ
De Ņ (onderkast ņ), ook wel N-komma of  N-virgule genoemd, is een in het Latijns alfabet voorkomende letter. De letter wordt gevormd door de letter N met een daaronder geplaatste accent virgule (komma). De letter wordt gebruikt in het Lets en Lijfs. In allebei de talen wordt de Ņ gebruikt om palatalisatie aan te geven waardoor er na de n-klank een lichte j-klank komt. Een voorbeeld daarvan is het Letse woord ″deviņi″ (negen) dat wordt uitgesproken als: [/d'ɛvɪnʲɪ/].